# Wan Maw
Wan Maw is een Belgische vereniging (vzw) die belangen behartigt van de Surinaamse diaspora in België.
Wan Maw werd op 12 september 2017 in het Antwerpse Edegem opgericht als vereniging zonder winstoogmerk (vzw). Ze organiseert activiteiten voor de Surinaamse diaspora, waaronder jaarlijks sinds 25 november 2017 de viering van Srefidensi Dey. Ze organiseert onder meer optredens van live-artiesten, presentaties met klederdracht, kookbijeenkomsten en presentaties over Suriname.
Wan Maw is een directe gesprekspartner van de ambassade van Suriname in België.